# 福岡教育大学附属幼稚園
福岡教育大学附属幼稚園（ふくおかきょういくだいがくふぞくようちえん）は、国立大学法人福岡教育大学の幼稚園。福岡県宗像市の本校にある。附属池田小事件を受けて園内には警備員を常駐させている。大部分の園児は附属福岡小学校、附属小倉小学校、附属久留米小学校に進学する。

## 沿革
- 1966年4月1日 - 福岡教育大学教育学部附属幼稚園設置
- 2004年4月1日 - 国立大学法人化に伴い、福岡教育大学附属幼稚園に改称。